# 1 Warszawska Brygada Pancerna im. Tadeusza Kościuszki
1 Warszawska Brygada Pancerna im. Tadeusza Kościuszki (1 BPanc) – oddział Sił Zbrojnych RP.

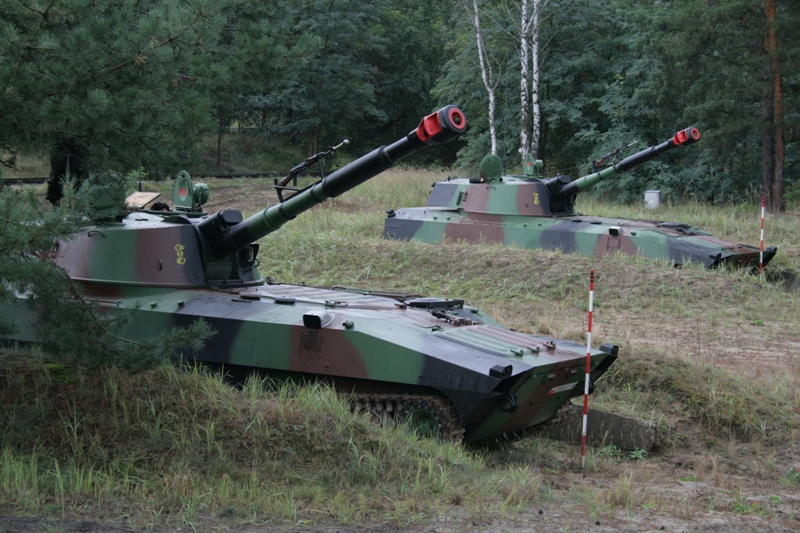
Samobieżne haubice 2S1 Goździk brygady na poligonie w Wesołej

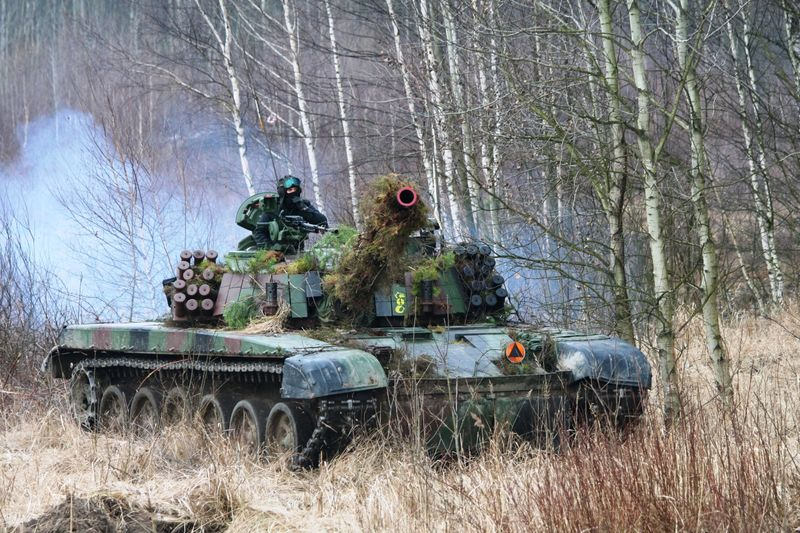
Czołg PT-91 brygady na ćwiczeniach

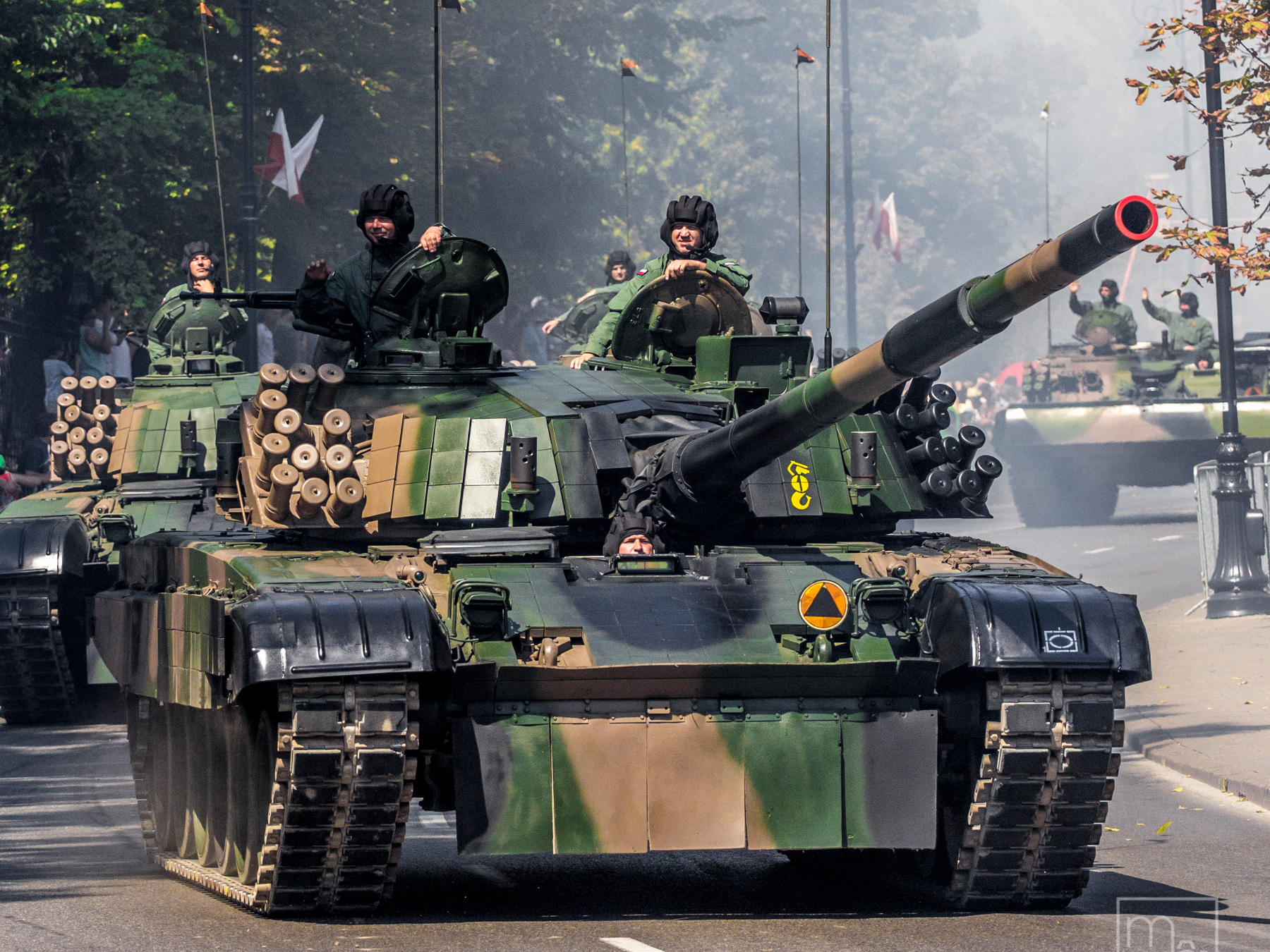
Czołgi PT-91 brygady na paradzie w 2015

## Formowanie
Brygada sformowana została w 1994 na bazie 1 Pułku Zmechanizowanego, w składzie 1 Warszawskiej Dywizji Zmechanizowanej im. Tadeusza Kościuszki.
W dniu 21 czerwca 2011 r. brygadę włączono w skład 16 Pomorskiej Dywizji Zmechanizowanej im. Króla Kazimierza Jagiellończyka. Pancerna jednostka wojskowa stacjonuje w Warszawie w dzielnicy Wesoła oraz w Siedlcach.
29 sierpnia 2019 r. brygadę podporządkowano dowódcy 18 Dywizji Zmechanizowanej. 1 października 2019 r. przekazano w podporządkowanie 19 Lubelskiej Brygady Zmechanizowanej: 1 Kołobrzeski Batalion Zmechanizowany oraz dywizjon artylerii samobieżnej z Chełma i 3 Zamojski Batalion Zmechanizowany z Zamościa.

## Tradycje
Z dniem 11 listopada 1994 brygada otrzymała nazwę wyróżniającą „Warszawska” i imię patrona Tadeusza Kościuszki oraz przyjęła dziedzictwo tradycji oddziałów piechoty Wojska Polskiego noszących numer „1”:
- 1 Regimentu Pieszego Koronnego Królowej Jadwigi (1786−1794),
- I batalionu 1 Legionu Polskiego (1797−1801),
- 1 pułku piechoty Armii Księstwa Warszawskiego (1806−1814),
- 1 pułku piechoty liniowej Wojska Polskiego Królestwa Kongresowego (1815−1831),
- 1 Pułku Piechoty Legionów Józefa Piłsudskiego (1914−1944)
- 1 Praskiego pułku piechoty (1943−1944).

Równocześnie dzień 12 października (rocznica bitwy pod Lenino) ustanowiony został dorocznym świętem jednostki.

## Struktura organizacyjna
Struktura organizacyjna (wg stanu na maj 2022 r.):
- dowództwo i sztab (Warszawa – Wesoła)
- batalion dowodzenia (Warszawa – Wesoła)
- 1 batalion czołgów (Warszawa – Wesoła)
- 2 batalion czołgów (Warszawa – Wesoła)
- 1 batalion zmechanizowany (Biała Podlaska, rozpoczęto formowanie we wrześniu 2020 roku[7])
- 2 batalion zmechanizowany (Biała Podlaska, formowaniu zaplanowano na rok 2022)
- dywizjon artylerii samobieżnej (Siedlce, rozpoczęto formowanie w kwietniu 2021 roku[8])
- dywizjon przeciwlotniczy (Siedlce)
- batalion logistyczny (Warszawa – Wesoła)
- kompania rozpoznawcza (Biała Podlaska)
- batalion saperów (Biała Podlaska)
- patrol saperski nr 17 (Warszawa – Wesoła)
- patrol saperski nr 35 (Siedlce)
- wojskowa straż pożarna

## Sprzęt bojowy
Brygada wyposażona jest w czołgi Leopard 2A5, pojazdy rozpoznawcze BRDM-2, bojowe wozy piechoty BWP-1 oraz samobieżne zestawy artyleryjsko – rakietowe ZSU-23-4MP Biała.
W 2022 żołnierze brygady przechodzili szkolenie w obsłudze czołgów M1A2 Abrams, które mają trafić na wyposażenie jednostki.

## Dowódcy brygady
- ppłk Piotr Szkurłat (1994–1996)
- płk Jerzy Michałowski (1996–2000)
- płk Grzegorz Buszka (2000–2001)
- płk Piotr Jan Łucka (2001–2004)
- gen. bryg. Janusz Paczkowski (2004–2006)
- gen. bryg. Jerzy Biziewski (2006–2009)
- gen. bryg. Andrzej Przekwas (2009–2013)
- gen. bryg. Stanisław Czosnek (2013–2016)
- gen. bryg. Jan Rydz (2016–2018)
- gen. bryg. Jan Wojno (2018–2020)
- gen. bryg. Jarosław Górowski (2020–2022)[11]
- gen. bryg. Artur Kozłowski (2022[12][13]-2025[14][15])
- płk Renart Skrzypczak (od 2025)[15]